# Amir al-muslimín
Amir al-muslimín (àrab: أمير المسلمين, amīr al-muslimīn, ‘príncep dels musulmans'), fou el títol que inicialment van adoptar els caps almoràvits, en oposició a amir al-muminín (‘príncep dels creients’). Com que els almoràvits reconeixien la supremacia religiosa dels abbàssides, que empraven el títol califal d'amir al-muminín, van crear aquest nou títol. Posteriorment, altres sobirans magribins o andalusins també el van adoptar, per denotar que no pretenien prendre el títol califal.